# Royal Australian Infantry Corps
Le Royal Australian Infantry Corps, abrégé en RA Inf, est le corps qui englobe tous les régiments d'infanterie de  l'Australian Army. Il a été fondé le 14 décembre 1948 et a reçu le titre « royal » de la part du roi George VI. Le colonel en chef du corps est la reine Élisabeth II.
Le Royal Australian Infantry Corps inclut le Royal Australian Regiment ainsi que les six régiments d'infanterie d'État en plus de trois régiments des forces spéciales et de trois régiments des forces surveillance régionale.

## Organisation
| Régiment                              | Nombre de bataillons |
| Armée régulière                       | Armée régulière      |
| ------------------------------------- | -------------------- |
| Royal Australian Regiment             | 7 bataillons         |
| Régiments d'État                      |                      |
| Royal Queensland Regiment (en)        | 3 bataillons         |
| Royal New South Wales Regiment        | 4 bataillons         |
| Royal Victoria Regiment               | 2 bataillons         |
| Royal South Australia Regiment (en)   | 1 bataillon          |
| Royal Western Australia Regiment (en) | 2 bataillons         |
| Royal Tasmania Regiment (en)          | 1 bataillon          |
| Forces spéciales                      |                      |
| Special Air Service Regiment (en)     | 1 bataillon          |
| 1st Commando Regiment (en)            | 2 compagnies         |
| 2nd Commando Regiment (en)            | 7 compagnies         |
| Forces de surveillance régionale      |                      |
| NORFORCE                              | 1 bataillon          |
| Pilbara Regiment (en)                 | 1 bataillon          |
| Far North Queensland Regiment (en)    | 1 bataillon          |